# Klaus Berggreen
Klaus Berggreen (* 3. Februar 1958 in Virum) ist ein ehemaliger dänischer Fußballspieler.

## Karriere
Berggreen begann seine Spielerkarriere als Sechsjähriger bei Lyngby BK. 1975 kam er in die erste Mannschaft und schoss diese 1979 in die erste Liga. Im gleichen Jahr gab er sein Debüt in der dänischen Auswahl.
1982 wechselte der Mittelfeldspieler nach Italien zu Pisa Calcio. 1984 stieg er mit Pisa aus der Serie A ab und spielte noch bis 1986 bei den Mannen aus der Toskana. 1985 stieg er mit seiner Mannschaft wieder auf. In seiner Zeit in Pisa wurde er auch in den dänischen Kader für die Europameisterschaft 1984 in Frankreich berufen. Berggreen kam mit den Dänen bis ins Halbfinale. Er spielte vier Mal, erzielte ein Tor und bekam zudem eine Rote Karte. Weiters wurde er für die Weltmeisterschaft 1986 in Mexiko berufen, wo Dänemark an Spanien im Achtelfinale scheiterte. Berggreen spielte dreimal und bekam eine Gelbe Karte.
Nach der WM wechselte er innerhalb Italiens weiter. Der Mittelfeldspieler ging zum AS Rom. Nach nur einer Saison in der ewigen Stadt wechselte er zu Torino Calcio, wo er ebenfalls nur ein Jahr blieb. 1988 wurde er in den dänischen Kader zur Europameisterschaft 1988 in Deutschland berufen, wo die Dänen in der Gruppenphase scheiterten. Berggreen wurde zweimal eingesetzt. Nach der EM beendete er seine Karriere in der Nationalmannschaft. Zu diesem Zeitpunkt wurde er für sein Heimatland 46 Mal eingesetzt und erzielte fünf Tore.
1988 kehrte er nach Dänemark zurück und unterschrieb bei seinem Stammklub Lyngby BK. Nach seinem Karriereende war er von 1990 bis 1992 Sportdirektor von Lyngby und Berggreen eröffnete ein Modegeschäft.